# Dyschirius impunctipennis
Dyschirius impunctipennis – gatunek chrząszcza z rodziny biegaczowatych i podrodziny grzebielników.

## Taksonomia
Gatunek ten opisany został po raz pierwszy w 1854 roku przez Johna Frederica Dawsona.

## Morfologia
Chrząszcz o mocno wydłużonym ciele długości od 4 do 5 mm, smuklejszym niż u D. benedikti. Głowa ma nadustek pozbawiony zęba pośrodku przedniej krawędzi. Obrzeżenie boków przedplecza wyraźnie sięga ku tyłowi do tylnego chetoporu (punktu szczecinkowego). Pokrywy są mocniej niż u D. benedikti wysklepione i mają nieobrzeżone krawędzie nasadowe. Rzędy pokryw są mocno wgłębione i pozbawione wyraźnego punktowania, a międzyrzędy silnie przed wierzchołkiem wysklepione. Powierzchnie pokryw mają po jednym chetoporze (punkcie szczecinkowym) przypodstawowym, po jednym chetoporze zabarkowym, po dwa chetopory dyskalne i po dwa chetopory przedwierzchołkowe. Podstawa pokryw w okolicach chetoporów przypodstawowych odznacza się lustrzanym połyskiem. Szereg chetoporów w bocznych bruzdach pokryw jest rozlegle pośrodku przerwany. Skrzydła tylnej pary są w pełni wykształcone. Odnóża pierwszej pary są grzebne i mają golenie o bardzo niewyraźnym i stępionym dolnym ząbków krawędzi zewnętrznej oraz wyprostowanej do bardzo delikatnie zakrzywionej ostrodze.

## Ekologia i występowanie
Owad ten zasiedla piaszczyste wybrzeża morskie i piaszczyste pobrzeża większych rzek.
Gatunek palearktyczny, znany z Irlandii, Wielkiej Brytanii, Francji, Belgii, Holandii, Luksemburga, Niemiec, Danii, Szwecji, Norwegii, Finlandii, Polski, Czech (wykazanie niepewne), Ukrainy, Mołdawii, Rumunii, europejskiej i zachodniosyberyjskiej części Rosji oraz zachodniego Kazachstanu. Na kontynencie dociera na zachód do ujścia Sommy. 